# Aurora (Projekt)
Aurora (auch: „Project Aurora“, „Senior Citizen“, „Senior Smart“) ist der angebliche Codename eines US-amerikanischen hyperschallfähigen Aufklärungsflugzeuges. Obwohl es von offizieller Seite keinerlei Bestätigung gab, wurde seit den 1980er Jahren von diversen Medien und Fachzeitschriften über ein Flugzeugprojekt mit diesem Namen spekuliert. Bislang wird Aurora als Mythos angesehen.

## Belegbare Geschichte
Die einzige belegte Erwähnung der Bezeichnung „Aurora“ findet sich in einem Planungspapier des Pentagon vom Februar 1985, in dem für das Fiskaljahr 1986 die Bereitstellung von 80 Millionen US-$ für ein luftatmendes Aufklärungsprogramm aufgeführt ist. Nach dem gleichen Papier sollte bis 1987 die Finanzierung auf 2,27 Milliarden US-$ aufgestockt werden. Ob dies tatsächlich umgesetzt wurde, ist nicht nachweisbar, da das Projekt Aurora in keinem weiteren nicht geheimen Dokument erwähnt wurde. Es bleibt unklar, ob die Haushaltsmittel überhaupt für die Entwicklung eines neuen Flugzeugs gedacht waren.
Die United States Air Force dementierte ein Projekt Aurora und sprach später lediglich von einer zusätzlichen Kostenstelle, die für den damals geheimen Northrop B-2 bestimmt war.

## Spekulation
Ende der 1980er Jahre wurde in der Presse vermutet, dass Aurora der von den Skunk Works entworfene Nachfolger des Aufklärungsflugzeugs Lockheed SR-71 sei. (2013 wurde bekanntgegeben, dass der Nachfolger Lockheed Martin SR-72 heißt). Die Spekulationen über die erreichbare Geschwindigkeit reichten bis zu Mach acht und eine Dienstgipfelhöhe von 30.000 Metern (100.000 Fuß). Als wahrscheinlichste Konstruktionsform der Aurora wird meist die Auslegung als Nurflügel postuliert, diese jedoch in unterschiedlichen Variationen dargestellt.
Es wurde mehrfach spekuliert, dass Prototypen in der Flugerprobung waren; es liegen dazu jedoch lediglich unbestätigte Augenzeugenberichte vor. Die Chiffre „Aurora“ bezieht sich auf eine Anzahl von Sichtungen von Experimentalflugzeugen, nicht identifizierbarer Flugzeuge, Funkmeldungen und untypischer Kondensstreifen, die als Indizien für die Existenz eines Hyperschallflugzeuges interpretiert wurden.
Ufologen und Verschwörungstheoretiker erwähnen Aurora gelegentlich und spekulieren über eine Stationierung in der Area 51.